# Steatoda quaesita
Steatoda quaesita là một loài nhện trong họ Theridiidae.
Loài này thuộc chi Steatoda. Steatoda quaesita được Octavius Pickard-Cambridge miêu tả năm 1896.